# لیلی بولویکن
لیلی هلنا بولویکن (نروژی: Lilly Bølviken؛ ۲۰ مارس ۱۹۱۴ – ۱۱ سپتامبر ۲۰۱۱) حقوقدان و قاضی نروژی بود.
بولویکن، اولین حقوقدان زن نروژی بود که در سال ۱۹۶۸، مسئولیت قضاوت در دادگاه عالی نروژ به وی سپرده شد.

## پیشینه
لیلی هلنا بولویکن در سال ۱۹۱۴م، تقریباً همزمان با آغاز جنگ جهانی اول در جنوب نروژ به دنیا آمد. پدرش یک استاد کار بود. لیلی بولویکن، خود در شهر زادگاهش یعنی آرندال بزرگ شد و به مدرسه رفت. در سال ۱۹۳۴م، تحصیلات متوسطه را با موفقیت پایان داد و بعد از اخذ دیپلم و شرکت در یک دوره آموزش یک ساله در یک مدرسه خصوصی بازرگانی در اسلو، در سال ۱۹۳۵م، به استخدام اداره نظارت دولت بر قیمت‌ها در نروژ درآمد.

### تحصیل و کار در رشته حقوق
لیلی بولویکن همزمان با کار در اداره نظارت بر قیمتها شروع به تحصیل در رشته حقوق کرد. در سال ۱۹۴۲م، پس از طی یک دوره آموزشی ۵ ساله در دانشگاه اسلو با بهترین نتایج موفق به اخذ مدرک کارشناسی ارشد در رشته حقوق شد. دریافت این مدرک باعث ارتقاء مقام وی در اداره نظارت بر قیمت‌ها شد و لیلی بولویکن به معاونت اداره مزبور برگزیده شد.

در سال ۱۹۴۵م، لیلی بولویکن با یک وکیل حقوقی ازدواج نمود و به دنبال این ازدواج به هامار در شرق نروژ نقل مکان کرد. در آنجا تا سال ۱۹۴۶م، در یک پست موقت در مقام قاضی استان مشغول کار بود. سپس همان سال به اداره نظارت بر قیمت‌ها بازگشت و این بار در مقام رئیس اداره در ۲ استان هدمارک و  اوپلاند تا سال ۱۹۵۲م، مشغول خدمت بود.

#### انتصاب در قوه قضائیه
در سال ۱۹۵۲م، از لیلی بولویکن دعوت شد تا در دادگاه شهر اسلو عهده‌دار قضاوت شود. در تاریخ نروژ لیلی بولویکن سومین زنی بود که به چنین موقعیتی دست می‌یافت. وی این دعوت را پذیرفت و تا سال ۱۹۶۸م، به عنوان تنها قاضی زن در دادگاه شهر اسلو در آن مقام باقی ماند.

در سال ۱۹۶۸م، برای اولین بار در تاریخ نروژ از یک زن یعنی خانم لیلی بولویکن دعوت شد که به جمع قضات دیوان عالی کشور در نروژ بپیوندد. به این ترتیب نام لیلی بولویکن به عنوان اولین قاضی زن در دیوان عالی کشور در تاریخ نروژ ثبت شد. وی ۱۶ سال تمام تا رسیدن به سن بازنشستگی در همین مقام خدمت کرد.
در سال ۱۹۷۸م، از لیلی بولویکن و خدماتش با تقدیم
نشان سنت اولاف تقدیر به عمل آمد.

## نقش زنان در دستگاه قضایی نروژ
در سال ۱۹۵۲م، وقتی لیلی بولویکن به عنوان قاضی در دادگاه شهر اسلو شروع به کار کرد، تنها ۲ زن پیش از او به چنین موقعیتی دست یافته بودند. از زمان تأسیس دادگاه عالی کشور در نروژ در سال ۱۸۱۵م، تا سال ۱۹۶۸م، که خانم لیلی بولویکن در مقام قاضی دیوان عالی کشور عهده‌دار مسئولیت شد، هیچ زنی در میان قضات دیوان عالی کشور پادشاهی نروژ حضور نداشت. در واقع تازه از سال ۱۹۱۲م، بود که به زنان در نروژ اجازه داده شد در مناصب دولتی و آن هم به استثناء مناصب نظامی و روحانی، مشارکت داشته باشند. در عمل حتی پس از مشارکت زنان از سال ۱۹۱۲م، تا مدتها نقش زنان در دستگاه دولتی نروژ محسوس نبود و دستگاه دولتی و به خصوص قضایی همچنان تحت سلطه مردان باقی ماند. پس از لیلی بولویکن که اولین قاضی زن در دیوان عالی کشور بود، در سال۱۹۷۰م، دومین و در سال ۱۹۷۶م، سومین زن نیز به چنین مقامی منصوب شدند و نهایتاً درسال ۲۰۰۰م، در میان ۱۹ قاضی دیوان عالی کشور ۵ زن وجود داشتند.
انتصاب خانم لیلی بولویکن در دیوان عالی کشور در سال ۱۹۶۸م، تغییرات محسوسی در ادبیات دیوان عالی کشور به دنبال داشت. تا آن زمان
هنگامی که وکلا در پیشخوان دیوان عالی لب به سخن می‌گشودند، سخن خود را با «آقایان محترم و جناب محترم آقای قاضی عالی» شروع می‌کردند. اما پس از انتصاب لیلی بولویکن، این خطاب به «قاضی محترم» تبدیل شد. به گفته همکاران لیلی بولویکن، نقش جنسیت وی هرگز برجسته نبود و آنچه اهمیت داشت نقش تخصصی وی به عنوان یک همکار بود.
در کنار مشغله قضاوت، لیلی بولویکن، همچنین عهده‌دار چند منصب دولتی و خصوصی نیز بود. از جمله از سال ۱۹۵۴ تا ۱۹۶۶م، او عضو هیئت مدیره و در دوره ای معاون رئیس انجمن زنان نروژ بود. او رئیس هیئت نظارت بر یکی از زندانهای اسلو و کارگاه کارآموزی زنان بود. از سال ۱۹۷۱ تا ۱۹۸۵م، لیلی بولویکن رئیس کمیته قانون ازدواج بود و از جمله، پیشنهادهایی را برای قانون مشارکت خانواده و قانون جدید ازدواج آماده کرد که در سال ۱۹۹۱م، به تصویب رسید. از سال ۱۹۷۴ تا ۱۹۸۶م، وی رئیس کمیته کنترل بانک کشاورزی نروژ بود.

پس از بازنشستگی از شغل قضاوت در سال ۱۹۸۴م، لیلی بولویکن
ریاست کمیته بازپرداخت خسارت در مجلس ملی نروژ را بر عهده داشت و همچنین در یک شرکت خصوصی بیمه تا سال ۱۹۹۲م، کار می‌کرد.
سرانجام لیلی بولویکن در تاریخ ۱۱ سپتامبر ۲۰۱۱م، درسن ۹۷ سالگی درگذشت.